# Larvěnka obrovská
Larvěnka obrovská (Tetrodontophora bielanensis) je druh chvostoskoka (Collembola) z čeledi larvěnkovití (Onychiuridae).
Vyskytuje se především v horských lesích střední, východní a jihovýchodní Evropy.

## Popis
Délka těla je 6–9 mm. To z ní činí jeden z největších a nejmohutnějších druhů své čeledi a zároveň největšího evropského chvostoskoka. S hmotností až 7 mg je nejtěžší evropský chvostoskok. Vnějším vzhledem připomíná stejnonožce, od nichž se však snadno odlišuje šesti nohama. Skákací vidlička je zakrnělá. Tělo je šedomodře až tmavě modře zbarvené. Po usmrcení ztrácí tmavomodré zbarvení.
Od příbuzných druhů se odlišuje pigmentací, ostatní zástupci čeledi Onychiuridae jsou nepigmentovaní.

## Rozšíření
Larvěnka obrovská je rozšířená ve východní části střední a východní Evropy. Na severu svého areálu je rozšířena od východního Saska po střední a východní Polsko. Zvláště častá je na hranicích mezi Polskem a Českem a mezi Polskem a Slovenskem, kde obývá Sudety a Karpaty. Směrem na východ se vyskytuje až na jihozápadní Ukrajině a v Moldavsku. V Česku je její výskyt znám pouze ve východní polovině země a na Slovensku pouze v severní polovině. Dále na jih jsou další izolované areály. Žije například v Dolomitech v jižních Alpách a ve východních Alpách od severovýchodní Itálie a jihovýchodního Rakouska přes Slovinsko do Chorvatska, dále ostrůvkovitě v části Bosny a Hercegoviny, Srbska, Albánie, jižního Rumunska a západního Bulharska. Areál rozšíření je někdy označován jako cirkumpanonský. Výskyty jsou známy ze severního Íránu, které stejně jako výskyty na Balkánském poloostrově pravděpodobně představují glaciální reliktní populace z doby ledové.
V Německu žije tento druh pouze v Sasku a zde v Lužických horách, údolí Lužické Nisy a Saském Švýcarsku. Historicky jediný je nález v jeskyni jihozápadně od Zwickau.

## Stanoviště
Larvěnka obrovská je zřetelně vázaná na vlhká stanoviště a často je nalézána v horských a podhorských lesích, kde se zdržuje na pařezech, mechu, houbách, pod spadaným listím, pod uvolněnou kůrou stromů nebo v jehličí. Vyskytuje se však i v jeskyních a opuštěných dolech, často se vyskytuje v blízkosti vodních ploch nebo ve vrchovištních a lučních rašeliništích. Jedná se o psychrofilní (chladnomilný) a hygrofilní (vlhkomilný) druh. Nejlépe jí vyhovují teploty mezi 8 až 11 °C.
Je charakteristickým druhem přirozených jedlobukových lesů (Abieto-Fagetum) a horských smrčin (Piceetum). V nížinách žije tento druh ve vlhkých listnatých lesích. V horách se druh vyskytuje v nadmořských výškách od 900 do 1800 m, ve Vysokých Tatrách až do 2050 m.

## Bionomie
Larvěnka obrovská se živí detritem, především silně rozloženými částmi rostlin, zbytky listů a dřeva, houbovými hyfami, mršinami a řasami. Lokálně se druh vyskytuje ve vysokých počtech. Například po deštích se často hromadně objevují na kmenech stromů, pařezech nebo kamenech a lze je pozorovat, jak se pasou na porostech řas. Životní cyklus je tříletý.
Larvěnka obrovská má integumentární otvory (pseudocelli), z nichž mohou být vylučovány malé kapky lepkavého obranného sekretu. Sekreční buňky se nacházejí pod pseudocelli. U dravého střevlíkovitého brouka Nebria brevicollis měl sekret dezorientující účinek a přiměl jej k očistnému chování. Hlavními složkami obranného sekretu jsou 2,3-dimethoxpyrido[2,3-b]pyrazin, 3-isopropyl-2-methoxypyrido[2,3-b]pyrazin a 2-methoxy-4H-pyrido[2,3-b]pyrazin-3-on.

## Taxonomie
Tento druh poprvé popsal v roce 1842 Antoni Stanisław Waga pod jménem Achorutes bielanensis. Synonyma jsou:
- Achorutes alpinus Tömösváry, 1883
- Achorutes viaticus J. T. Salmon, 1964
- Tetrodontophora bielensis Pax & Maschke, 1936
- Tetrodontophora gigas Reuter, 1882

Druh byl původně popsán z lokalit Bielany a Jabłonna. Druhové jméno bielanensis se vztahuje k první lokalitě.